# Liste des cours d'eau de l'Éthiopie

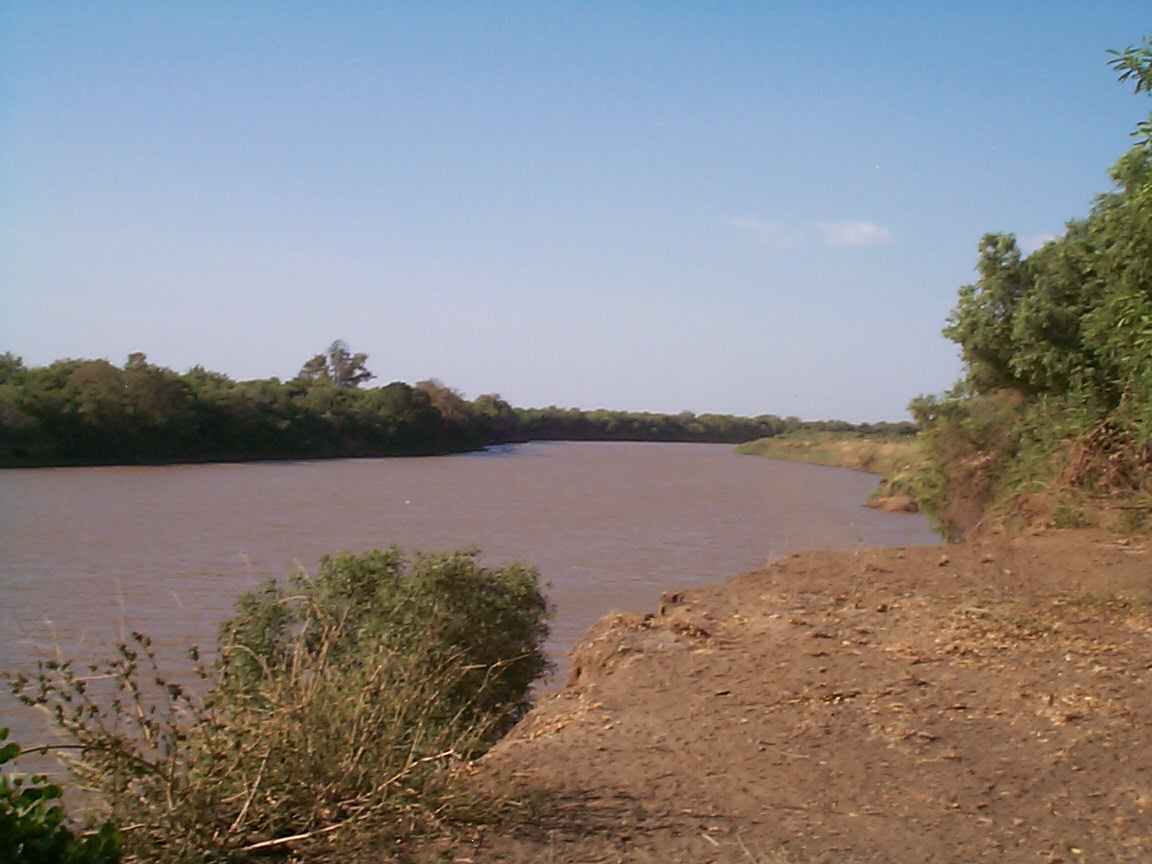
La rivière Omo

L'Éthiopie possède de très nombreux cours d'eau (rivières et fleuves) qui parcourent le territoire, ainsi que plusieurs lacs parmi les plus importants du continent. Avec son réseau hydrographique particulièrement dense, l'Éthiopie est considérée comme le « château d'eau » de l'Afrique.
Le principal fleuve du pays est le Nil Bleu (qui est appelé Abay en Éthiopie) qui prend sa source dans le lac Tana pour rejoindre le Nil Blanc à Khartoum au Soudan. Les fleuves Chébéli et Ghenale (qui est dénommé Jubba en Somalie) se dirigent vers l'Océan Indien, alors que la rivière Omo, qui prend naissance dans la partie occidentale du plateau éthiopien, alimente le lac Turkana, et la rivière Awash s'écoule dans le lac Abbe. 
- Haut – A
- B
- C
- D
- E
- F
- G
- H
- I
- J
- K
- L
- M
- N
- O
- P
- Q
- R
- S
- T
- U
- V
- W
- X
- Y
- Z

## A
- Abay
- Abono
- Adabay
- Angereb
- Akaki
- Akobo
- Alero
- Anja
- Ataba
- Ataye
- Atbara
- Awash
- Awetu
- Ayesha

## B
- Balagas
- Baro
- Bashilo
- Beles
- Bilate
- Birbir
- Borkana

## C
- Chébéli
- Cheleleka

## D
- Dabus
- Dawa
- Dechatu
- Dembi
- Denchya
- Didessa
- Dinder
- Doha
- Dukem
- Durkham

## E
- Erer

## F
- Fafen

## G
- Galetti
- Ganale Dorya
- Gebele
- Germama
- Gibe
- Gilgel Abay
- Gilgel Gibe
- Gilo
- Gojeb
- Gololcha
- Guder
- Gulufa
- Gumara

## H
- Hanger
- Hawadi

## J
- Jamma
- Jerer
- Jikawo
- Jubba

## K
- Kabenna
- Katar
- Keleta
- Kersa
- Kibish
- Kulfo

## L
- Lagabora
- Logiya

## M
- Mago
- Mareb
- Meki
- Mena
- Meti
- Mille
- Modjo
- Mofar
- Muger
- Mui

## N
- Neri
- Nil Bleu

## O
- Omo

## P
- Pibor
- Petit Angereb

## Q
- Qechene

## R
- Rahad
- Ramis
- Reb
- Robe

## S
- Sagan
- Shinfa
- Sor

## T
- Tekezé

## U
- Usno

## W
- Wabe (Chébéli)
- Wabe (Gibe)
- Walaqa
- Wajja
- Wanchet
- Wari
- Weito
- Welmel
- Weyib

## Y
- Yabus

## Z
- Zarima